# Avtonomno živčevje
Avtonomno živčevje (tudi nehotno ali vegetativno živčevje) tvori skupaj s somatskim živčevjem obkrajni (periferni) živčni sistem. Avtonomnost živčevja se kaže v tem, da ni pod posameznikovim zavestnim nadzorom.
Avtonomno živčevje uravnava življenjsko pomembne fukcije organizma, kot so srčni utrip, dihanje, krvni tlak, prebava in presnova. Je odločilno pri vzdrževanju homeostaze notranjega okolja organizma.
Avtonomno živčevje delimo na:
- simpatično živčevje,
- parasimpatično živčevje,
- enterično živčevje.

Simpatično in parasimpatično živčevje sta pod nadzorom osrednjega živčevja, medtem ko enterično živčevje v veliki meri deluje neodvisno od njega.

## Učinki
Simpatično in parasimpatično živčevje delujeta na posamezen tarčni organ antagonistično, torej če prvo neki proces pospešuje, ga drugo zavira. Simpatikus izkazuje ergotropne učinke (pripravi telo na spopad, napor ...), parasimpatikus pa trofotropne učinke (prevlada v času počitka). Takšna delitev učinkov je zgolj orientacijska; pri nekaterih procesih je delovanje obeh vej avtonomnega živčevja tudi sinergistično.
Simpatik deluje na tarčni organ preko živčnega prenašalca, ki je v tem primeru noradrenalin, razen pri žlezah znojnicah in sredici nadledvičnice, kjer kot živčni prenašalec deluje acetilholin. Živčni prenašalec, s katerim deluje parasimpatik na organe, je acetilholin.
Preglednica prikazuje učinke obeh živčnih prenašalcev na posamezne organe preko adrenergičnih oziroma muskarinskih receptorjev (noradrenalin se veže na prve, acetilholin pa na druge):
|                                                  | Simpatično živčevje (adrenergični receptorji)                                            | Parasimpatično živčevje (muskarinski receptorji) |
| obtočila                                         |                                                                                          |                                                  |
| minutni volumen srca                             | se poveča                                                                                | M2: se zmanjša                                   |
| SA vozel: srčni utrip (kronotropni učinek)       | β1, β2: se poveča                                                                        | M2: se zmanjša                                   |
| srčna mišica: moč kontrakcije (inotropni učinek) | β1, β2: se poveča                                                                        | M2: se zmanjša (deluje le na preddvore)          |
| prevajanje v AV vozlu                            | β1: se poveča                                                                            | M2: se zmanjša                                   |
| gladke mišice žil                                | M3: se skrčijo; α = se skrčijo; β2 = se sprostijo                                        | ---                                              |
| krvne ploščice                                   | α2: pospeši se agregacija                                                                | ---                                              |
| mastociti                                        | β2: inhibira se izločanje histamina                                                      | ---                                              |
| dihala                                           |                                                                                          |                                                  |
| gladko mišičje bronhiol                          | β2: se sprosti; α1: se skrči (manjši delež)                                              | M3: se skrči                                     |
| oči                                              |                                                                                          |                                                  |
| zenice                                           | α1: se razširijo                                                                         | M3: se skrčijo                                   |
| mišica ciliarnika                                | β2: se sprosti                                                                           | M3: se skrči                                     |
| prebavila                                        |                                                                                          |                                                  |
| žleze slinavke: izločanje sline                  | β: stimulira izločanje viskozne sline, bogate z amilazo; α1 = stimulira izločanje kalija | stimulira izločanje vode v slino                 |
| solznice                                         | izločanje solzne tekočine se zmanjša                                                     | M3: poveča                                       |
| ledvice (izločanje renina)                       | stimulira izločanje renina                                                               | ---                                              |
| parietalne celice                                | ---                                                                                      | M1: stimulira izločanje                          |
| jetra                                            | α1, β2: pospeši glikogenolizo in glukoneogenezo                                          | ---                                              |
| maščevje                                         | β3: pospeši lipolizo                                                                     | ---                                              |
| gibljivost prebavne cevi                         | se zmanjša                                                                               | M1, M3: se poveča                                |
| gladko mišičje prebavne cevi                     | α, β2: se sprosti                                                                        | M3: se skrči                                     |
| mišice zapiralke v prebavni cevi                 | α1: se skrčijo                                                                           | M3: se sprostijo                                 |
| prebavne žleze                                   | sekrecija se zavre                                                                       | M3: sekrecija se pospeši                         |
| endokrini sistem                                 |                                                                                          |                                                  |
| trebušna slinavka (Langerhansovi otočki)         | α2: sekrecija se zmanjša                                                                 | ---                                              |
| sredica nadledvičnice                            | nikotinski receptorji: sekrecija adrenalina                                              | ---                                              |
| sečila                                           |                                                                                          |                                                  |
| stena sečnega mehurja                            | β2: se sprosti                                                                           | se skrči                                         |
| sečnica                                          | α1: se skrči                                                                             | se sprosti                                       |
| rodila                                           |                                                                                          |                                                  |
| maternica                                        | α1: se skrči; β2: se sprosti                                                             | ---                                              |

## Zavestni nadzor
Za avtonomno živčevje je sicer značilno, da ni pod nadzorom volje, vendar pa naj bi nekatere metode treninga omogočale priučitev nadzorovanja tega živčevja (na primer joga in avtogeni trening).